# Озерки (Мишкинский район)
Озерки (баш. Озерки) — деревня в Мишкинском районе Республики Башкортостан Российской Федерации. Входит в состав Староарзаматовского сельсовета.

## География

### Географическое положение
Расстояние до:
- районного центра (Мишкино): 11 км,
- центра сельсовета (Малонакаряково): 4 км,
- ближайшей ж/д станции (Загородная): 131 км.

## Население
| 2002 | 2010 |
| ---- | ---- |
| 247  | ↘226 |

Национальный состав
Согласно переписи 2002 года, преобладающая национальность — марийцы (99 %).